# Turiec (národní přírodní rezervace)
Turiec je národní přírodní rezervace v katastrálních územích obcí Rakovo, Trebostovo, Laskár, Turčiansky Peter, Slovany, Bystrička, Turčiansky Ďur, Ležiachov, Príbovce, Socovce, Trnovo, Benice, Košťany nad Turcom a Moškovec v okresech Martin a Turčianske Teplice v Žilinském kraji. Území bylo vyhlášeno v letech 1966 a jeho rozloha je 89,29 hektaru. Předmětem ochrany je přirozený charakter řeky Turiec a její doprovodné vegetace s výskytem chráněných a ohrožených druhů rostlin a živočichů.